# Aira Bermúdez
Eiraliz Bermúdez (6 de septiembre de 1983 en Pampanga), es una cantante de dance y actriz filipina. Ella actuó en la televisión en series como Eat Bulaga, la SexBomb Girls o la chica sexi bomba. Años más tarde también trabaja en la serie televisiva como Daisy Siete, también condujo un programa de la cadena QTV-11.

## Discografía
- 2002: Sexbomb's Sexiest Hits (Gold)
- 2002: Sexbomb: I Like & Other Hits (Gold)
- 2003: Sexbomb's Sexiest Hits:2 (Gold)
- 2004: Sexbomb's Sexiest Hits:3 (4x Platinum)

## Programas de televisión
- Eat Bulaga - performer
- Daisy Siete - as herself
- Let's Get Awww - co-host (aired on Quality TeleVision)
- Da Boy en Da Girl - Caloy

- Datos: Q3544546